# اوشتراو (زاکسونی)-آنهالت
اوشتراو (زاکسونی)-آنهالت (به آلمانی: Ostrau) یک منطقهٔ مسکونی در آلمان است که در Petersberg واقع شده‌است.
 اوشتراو  ۱٬۲۶۰ نفر جمعیت دارد.